# Llista de monuments de la Marina Baixa
Llista de monuments de la Marina Baixa inscrits en l'Inventari General del Patrimoni Cultural Valencià per la comarca de la Marina Baixa.
S'inclouen els monuments declarats com a Béns d'Interés Cultural (BIC), classificats com a béns immobles sota la categoria de monuments (realitzacions arquitectòniques o d'enginyeria, i obres d'escultura colossal), i els monuments declarats com a Béns immobles de rellevància local (BRL). Estan inscrits en l'Inventari General del Patrimoni Cultural Valencià, en les seccions 1a i 2a respectivament.

## L'Alfàs del Pi
| Monument                          | Prot.? | Estil/època | Localització                                              | Coordenades                                          | Codi?         | Imatge |
| --------------------------------- | ------ | ----------- | --------------------------------------------------------- | ---------------------------------------------------- | ------------- | --- |
| Torre Bombarda                    | BIC    | S.XIV       | L'Alfàs del Pi Al nord de la Serra Gelada, a prop del far | 38° 33′ 48″ N, 0° 03′ 00″ O / 38.563265°N,0.050133°O | RI-51-0009265 | Torre Bombarda (l'Alfàs del Pi) · Vegeu més fotos d'aquest monument · Carregueu una nova foto d'aquest monument                    |
| Església parroquial de Sant Josep | BRL    |             | L'Alfàs del Pi Pl. Major                                  | 38° 34′ 49″ N, 0° 06′ 09″ O / 38.580224°N,0.102609°O | 03.31.011-002 | Església parroquial de Sant Josep (l'Alfàs del Pi) · Vegeu més fotos d'aquest monument · Carregueu una nova foto d'aquest monument |

## Altea
| Monument                                                                | Prot.? | Estil/època                                | Localització                 | Coordenades                                            | Codi?         | Imatge |
| ----------------------------------------------------------------------- | ------ | ------------------------------------------ | ---------------------------- | ------------------------------------------------------ | ------------- | --- |
| Castell i muralles d'Altea                                              | BIC    |                                            | Altea En el centre del poble | 38° 35′ 58″ N, 0° 02′ 59″ O / 38.5993493°N,0.0496653°O | 03.31.018-009 | Castell i muralles d'Altea · Vegeu més fotos d'aquest monument · Carregueu una nova foto d'aquest monument                               |
| Conjunt històric del baluard i recinte renaixentista de la vila d'Altea | BIC    |                                            | Altea                        | 38° 35′ 55″ N, 0° 03′ 05″ O / 38.59871°N,0.05137°O     | 03.31.018-001 | Conjunt històric del baluard i recinte renaixentista de la vila d'Altea · Carregueu una nova foto d'aquest monument                      |
| Restes de l'aqüeducte romà d'Altea                                      | BIC    |                                            | Altea                        | 38° 35′ 34″ N, 0° 03′ 52″ O / 38.5927°N,0.0643222°O    | 03.31.018-010 | Restes de l'aqüeducte romà d'Altea · Vegeu més fotos d'aquest monument · Carregueu una nova foto d'aquest monument                       |
| Torre de Bellaguarda                                                    | BIC    |                                            | Altea C. Cantereria          | 38° 36′ 06″ N, 0° 02′ 59″ O / 38.601553°N,0.049809°O   | 03.31.018-003 | Torre de Bellaguarda (Altea) · Vegeu més fotos d'aquest monument · Carregueu una nova foto d'aquest monument                             |
| Torre de la Galera                                                      | BIC    |                                            | Altea Turó a prop del mar    | 38° 37′ 40″ N, 0° 00′ 44″ O / 38.627807°N,0.012338°O   | RI-51-0009586 | Torre de la Galera (Altea) · Vegeu més fotos d'aquest monument · Carregueu una nova foto d'aquest monument                               |
| Església parroquial de la Mare de Déu del Consol                        | BRL    | S.XVI origen; S.XIX (1854) capella Comunió | Altea Pl. de l'Església, 2   | 38° 35′ 56″ N, 0° 03′ 06″ O / 38.598888°N,0.051774°O   | 03.31.018-004 | Església parroquial de la Mare de Déu del Consol (Altea) · Vegeu més fotos d'aquest monument · Carregueu una nova foto d'aquest monument |
| Església parroquial de Sant Francesc                                    | BRL    |                                            | Altea                        | 38° 36′ 01″ N, 0° 02′ 54″ O / 38.600268°N,0.048288°O   | 03.31.018-006 | Església parroquial de Sant Francesc (Altea) · Vegeu més fotos d'aquest monument · Carregueu una nova foto d'aquest monument             |
| Església parroquial de Santa Anna                                       | BRL    |                                            | Altea                        | 38° 37′ 55″ N, 0° 02′ 35″ O / 38.63181°N,0.04299°O     | 03.31.018-008 | Església parroquial de Santa Anna (Altea) · Vegeu més fotos d'aquest monument · Carregueu una nova foto d'aquest monument                |

## Beniardà
| Monument                                  | Prot.? | Estil/època | Localització              | Coordenades                                        | Codi?         | Imatge                                    |
| ----------------------------------------- | ------ | ----------- | ------------------------- | -------------------------------------------------- | ------------- | ----------------------------------------- |
| Església parroquial de Sant Joan Baptista | BRL    | S.XVIII     | Beniardà C. Sant Francesc | 38° 41′ 00″ N, 0° 12′ 58″ O / 38.68343°N,0.21622°O | 03.31.027-001 | Carregueu una nova foto d'aquest monument |

## Benidorm
| Monument                                       | Prot.? | Estil/època                                  | Localització                       | Coordenades                                            | Codi?         | Imatge |
| ---------------------------------------------- | ------ | -------------------------------------------- | ---------------------------------- | ------------------------------------------------------ | ------------- | --- |
| Torre Morales o Escaletes                      | BIC    | S.XVI                                        | Benidorm Al sud de la N-332        | 38° 31′ 58″ N, 0° 09′ 55″ O / 38.532727°N,0.165234°O   | RI-51-0009163 | Torre Morales (Benidorm) · Vegeu més fotos d'aquest monument · Carregueu una nova foto d'aquest monument                                  |
| Torre Punta del Cavall o Seguró                | BIC    | S.XVI                                        | Benidorm Al Sud de la Serra Gelada | 38° 31′ 30″ N, 0° 05′ 47″ O / 38.525041°N,0.096301°O   | RI-51-0009164 | Torre Punta del Cavall o Seguró (Benidorm) · Vegeu més fotos d'aquest monument · Carregueu una nova foto d'aquest monument                |
| Església parroquial de l'Almudena              | BRL    |                                              | Benidorm                           | 38° 32′ 46″ N, 0° 08′ 06″ O / 38.5461529°N,0.1348789°O | 03.31.031-006 | Església parroquial de l'Almudena (Benidorm) · Vegeu més fotos d'aquest monument · Carregueu una nova foto d'aquest monument              |
| Església parroquial de Sant Jaume i Santa Anna | BRL    | S.XVIII (1740-1780); S.XIX (1807-1812) torre | Benidorm Pl. de Sant Jaume, 1      | 38° 32′ 03″ N, 0° 07′ 52″ O / 38.534242°N,0.131175°O   | 03.31.031-001 | Església parroquial de Sant Jaume i Santa Anna (Benidorm) · Vegeu més fotos d'aquest monument · Carregueu una nova foto d'aquest monument |
| Església parroquial del Bon Pastor             | BRL    |                                              | Benidorm                           | 38° 32′ 19″ N, 0° 08′ 04″ O / 38.5386923°N,0.1345798°O | 03.31.031-007 | Església parroquial del Bon Pastor (Benidorm) · Vegeu més fotos d'aquest monument · Carregueu una nova foto d'aquest monument             |

## Benifato
| Monument                           | Prot.? | Estil/època           | Localització                           | Coordenades                                          | Codi?         | Imatge |
| ---------------------------------- | ------ | --------------------- | -------------------------------------- | ---------------------------------------------------- | ------------- | --- |
| Castell d'Alfofra                  | BIC    | Arquitectura medieval | Benifato i Confrides Penya del Castell | 38° 40′ 15″ N, 0° 15′ 10″ O / 38.670944°N,0.252639°O | RI-51-0011105 | Castell d'Alfofra (Benifato i Confrides) · Vegeu més fotos d'aquest monument · Carregueu una nova foto d'aquest monument      |
| Església parroquial de Sant Miquel | BRL    |                       | Benifato Pl. de l'Església             | 38° 40′ 25″ N, 0° 13′ 44″ O / 38.673547°N,0.229026°O | 03.31.033-005 | Església parroquial de Sant Miquel (Benifato) · Vegeu més fotos d'aquest monument · Carregueu una nova foto d'aquest monument |

El Castell d'Alfofra pertany als municipis de Benifato i Confrides.

## Benimantell
| Monument                                  | Prot.?        | Estil/època                                   | Localització                    | Coordenades                                          | Codi?         | Imatge |
| ----------------------------------------- | ------------- | --------------------------------------------- | ------------------------------- | ---------------------------------------------------- | ------------- | --- |
| Castell                                   | BIC           | Arquitectura islàmica - Arquitectura medieval | Benimantell Sobre un promontori | 38° 40′ 51″ N, 0° 12′ 14″ O / 38.680721°N,0.203923°O | RI-51-0011154 | Castell (Benimantell) · Vegeu més fotos d'aquest monument · Carregueu una nova foto d'aquest monument                                   |
| Nucli històric                            | BRL           |                                               | Benimantell                     | 38° 40′ 35″ N, 0° 12′ 36″ O / 38.6764°N,0.21°O       | 03.31.037-002 | Nucli històric (Benimantell) · Carregueu una nova foto d'aquest monument                                                                |
| Església parroquial de Sant Vicent Màrtir | BRL           |                                               | Benimantell                     | 38° 40′ 37″ N, 0° 12′ 37″ O / 38.676924°N,0.210150°O | 03.31.037-003 | Església parroquial de Sant Vicent Màrtir (Benimantell) · Vegeu més fotos d'aquest monument · Carregueu una nova foto d'aquest monument |
| Mas de Benialet o Mas de Boiret           | BRL etnològic |                                               | Benimantell                     | 38° 40′ 05″ N, 0° 12′ 51″ O / 38.668°N,0.21422°O     | 03.31.037-004 | Carregueu una nova foto d'aquest monument                                                                                               |
| Mas i molí d'Ondara, o Mas del Molí       | BRL etnològic |                                               | Benimantell                     | 38° 39′ 47″ N, 0° 12′ 07″ O / 38.66292°N,0.20186°O   | 03.31.037-005 | Carregueu una nova foto d'aquest monument                                                                                               |

## Bolulla
| Monument                          | Prot.? | Estil/època                                               | Localització                                            | Coordenades                                         | Codi?         | Imatge                                                                                  |
| --------------------------------- | ------ | --------------------------------------------------------- | ------------------------------------------------------- | --------------------------------------------------- | ------------- | --------------------------------------------------------------------------------------- |
| Castell de Garx                   | BIC    | Arquitectura Islàmica                                     | Bolulla A l'antic camí de Bolulla a Castell de Castells | 38° 41′ 47″ N, 0° 07′ 40″ O / 38.696284°N,0.12783°O | RI-51-0010664 | Carregueu una nova foto d'aquest monument                                               |
| Església parroquial de Sant Josep | BRL    | S.XVII (1732) inscripció; S.XIX (1822); S.XX (1994) torre | Bolulla C. Plaça                                        | 38° 40′ 37″ N, 0° 06′ 43″ O / 38.67687°N,0.11183°O  | 03.31.045-002 | Església parroquial de Sant Josep (Bolulla) · Carregueu una nova foto d'aquest monument |
| Nucli històric tradicional        | BRL    |                                                           | Bolulla                                                 | 38° 40′ 37″ N, 0° 06′ 43″ O / 38.67681°N,0.11194°O  | 03.31.045-003 | Carregueu una nova foto d'aquest monument                                               |

## Callosa d'en Sarrià
| Monument                                  | Prot.?        | Estil/època                                                                                  | Localització                        | Coordenades                                          | Codi?         | Imatge |
| ----------------------------------------- | ------------- | -------------------------------------------------------------------------------------------- | ----------------------------------- | ---------------------------------------------------- | ------------- | --- |
| Castell de Bèrnia                         | BIC           | S.XVI                                                                                        | Callosa d'en Sarrià Serra de Bèrnia | 38° 39′ 41″ N, 0° 03′ 44″ O / 38.661337°N,0.062191°O | RI-51-0009955 | Castell de Bèrnia (Callosa d'en Sarrià) · Vegeu més fotos d'aquest monument · Carregueu una nova foto d'aquest monument                         |
| Castell i muralles de Callosa d'en Sarrià | BIC           | Arquitectura medieval                                                                        | Callosa d'en Sarrià                 |                                                      | RI-51-0011348 | Castell i muralles de Callosa d'en Sarrià · Carregueu una nova foto d'aquest monument                                                           |
| Església parroquial de Sant Joan Baptista | BRL           | Neoclassicisme S.XVI (1535); S.XVIII (1765) creuer; S.XIX (1819-1831) façana; 1865 conclusió | Callosa d'en Sarrià Pl. Església    | 38° 39′ 05″ N, 0° 07′ 20″ O / 38.651348°N,0.122270°O | 03.31.048-001 | Església parroquial de Sant Joan Baptista (Callosa d'en Sarrià) · Vegeu més fotos d'aquest monument · Carregueu una nova foto d'aquest monument |
| Calvari                                   | BRL etnològic | Finals del s.XIX                                                                             | Callosa d'en Sarrià                 | 38° 39′ 11″ N, 0° 07′ 28″ O / 38.653022°N,0.124559°O | 03.31.048-005 | Calvari (Callosa d'en Sarrià) · Vegeu més fotos d'aquest monument · Carregueu una nova foto d'aquest monument                                   |

## El Castell de Guadalest
| Monument                           | Prot.? | Estil/època    | Localització                           | Coordenades                                          | Codi?         | Imatge |
| ---------------------------------- | ------ | -------------- | -------------------------------------- | ---------------------------------------------------- | ------------- | --- |
| Conjunt de la Vila                 | BIC    |                | El Castell de Guadalest                | 38° 40′ 38″ N, 0° 11′ 53″ O / 38.677329°N,0.198047°O | RI-53-0000169 | Conjunt de la Vila (el Castell de Guadalest) · Vegeu més fotos d'aquest monument · Carregueu una nova foto d'aquest monument                 |
| Església parroquial de l'Assumpció | BRL    | S.XVIII (1740) | El Castell de Guadalest C. Església, 4 | 38° 40′ 38″ N, 0° 11′ 52″ O / 38.677306°N,0.197757°O | 03.31.075-003 | Església parroquial de l'Assumpció (el Castell de Guadalest) · Vegeu més fotos d'aquest monument · Carregueu una nova foto d'aquest monument |
| Via Crucis                         | BRL    |                | El Castell de Guadalest                | 38° 40′ 38″ N, 0° 11′ 54″ O / 38.677091°N,0.198242°O | 03.31.075-006 | Via Crucis (el Castell de Guadalest) · Vegeu més fotos d'aquest monument · Carregueu una nova foto d'aquest monument                         |

## Confrides
| Monument                                  | Prot.? | Estil/època | Localització      | Coordenades                                    | Codi?         | Imatge |
| ----------------------------------------- | ------ | ----------- | ----------------- | ---------------------------------------------- | ------------- | --- |
| Església parroquial de Sant Josep         | BRL    |             | Confrides         | 38° 41′ 02″ N, 0° 16′ 05″ O / 38.684°N,0.268°O | 03.31.057-002 | Església parroquial de Sant Josep (Confrides) · Vegeu més fotos d'aquest monument · Carregueu una nova foto d'aquest monument         |
| Església parroquial de Sant Vicent Ferrer | BRL    |             | Confrides L'Abdet | 38° 41′ 38″ N, 0° 15′ 25″ O / 38.694°N,0.257°O | 03.31.057-004 | Església parroquial de Sant Vicent Ferrer (Confrides) · Vegeu més fotos d'aquest monument · Carregueu una nova foto d'aquest monument |

El Castell d'Alfofra pertany als municipis de Benifato i Confrides.

## Finestrat
| Monument                                | Prot.? | Estil/època | Localització | Coordenades                                          | Codi?         | Imatge |
| --------------------------------------- | ------ | ----------- | ------------ | ---------------------------------------------------- | ------------- | --- |
| Castell de Finestrat                    | BIC    |             | Finestrat    |                                                      | 03.31.069-002 | Carregueu una nova foto d'aquest monument                                                                                           |
| Església de parroquial de Sant Bartomeu | BRL    |             | Finestrat    | 38° 34′ 02″ N, 0° 12′ 43″ O / 38.567219°N,0.211863°O | 03.31.069-001 | Església de parroquial de Sant Bartomeu (Finestrat) · Vegeu més fotos d'aquest monument · Carregueu una nova foto d'aquest monument |

## Orxeta
| Monument                                 | Prot.? | Estil/època | Localització | Coordenades | Codi?         | Imatge                                    |
| ---------------------------------------- | ------ | ----------- | ------------ | ----------- | ------------- | ----------------------------------------- |
| Castell d'Orxeta, o Castellet dels Moros | BIC    |             | Orxeta       |             | 03.31.098-002 | Carregueu una nova foto d'aquest monument |

## Polop
| Monument                         | Prot.? | Estil/època                      | Localització                               | Coordenades                                          | Codi?         | Imatge |
| -------------------------------- | ------ | -------------------------------- | ------------------------------------------ | ---------------------------------------------------- | ------------- | --- |
| Castell de Polop                 | BIC    | Arquitectura medieval S.XIII-XIV | Polop Turó al costat del nucli urbà        | 38° 37′ 22″ N, 0° 07′ 34″ O / 38.622778°N,0.126109°O | RI-51-0009950 | Castell de Polop · Vegeu més fotos d'aquest monument · Carregueu una nova foto d'aquest monument                         |
| Creu de terme                    | BIC    |                                  | Polop Av. de Sagi Barba - c. Sant Francesc | 38° 37′ 20″ N, 0° 07′ 42″ O / 38.622317°N,0.128381°O | 03.31.107-007 | Carregueu una nova foto d'aquest monument                                                                                |
| Casa Senyoria                    | BRL    |                                  | Polop C. Trinquet, 6                       | 38° 37′ 21″ N, 0° 07′ 35″ O / 38.62244°N,0.12638°O   | 03.31.107-010 | Casa Senyoria (Polop) · Vegeu més fotos d'aquest monument · Carregueu una nova foto d'aquest monument                    |
| Església parroquial de Sant Pere | BRL    | S.XVIII (1700-1733)              | Polop C. Diputació                         | 38° 37′ 21″ N, 0° 07′ 36″ O / 38.622405°N,0.126791°O | 03.31.107-006 | Església parroquial de Sant Pere (Polop) · Vegeu més fotos d'aquest monument · Carregueu una nova foto d'aquest monument |
| Santuari de la Divina Pastora    | BRL    | S.XVIII                          | Polop                                      | 38° 37′ 19″ N, 0° 07′ 37″ O / 38.622°N,0.127°O       | 03.31.107-011 | Santuari de la Divina Pastora (Polop) · Vegeu més fotos d'aquest monument · Carregueu una nova foto d'aquest monument    |
| Via Crucis del cementiri         | BRL    |                                  | Polop                                      | 38° 37′ 23″ N, 0° 07′ 34″ O / 38.623°N,0.126°O       | 03.31.107-002 | Via Crucis del cementiri (Polop) · Vegeu més fotos d'aquest monument · Carregueu una nova foto d'aquest monument         |

## Relleu
| Monument                          | Prot.? | Estil/època        | Localització                          | Coordenades                                          | Codi?         | Imatge                                                                                           |
| --------------------------------- | ------ | ------------------ | ------------------------------------- | ---------------------------------------------------- | ------------- | ------------------------------------------------------------------------------------------------ |
| Casa fortificada la Garrofera     | BIC    |                    | Relleu Cases de la Garrofera          | 38° 35′ 17″ N, 0° 18′ 09″ O / 38.588031°N,0.302414°O | RI-51-0010114 | Carregueu una nova foto d'aquest monument                                                        |
| Castell                           | BIC    |                    | Relleu Turó pròxim al nucli urbà      | 38° 35′ 19″ N, 0° 18′ 50″ O / 38.588676°N,0.314017°O | RI-51-0010575 | Castell (Relleu) · Vegeu més fotos d'aquest monument · Carregueu una nova foto d'aquest monument |
| Torre de la Vall-llonga           | BIC    | S.XVI-XVII         | Relleu A prop de la Serra Cabeçó d'Or | 38° 32′ 28″ N, 0° 21′ 13″ O / 38.54114°N,0.35372°O   | RI-51-0010115 | Carregueu una nova foto d'aquest monument                                                        |
| Torre Casa Balde                  | BIC    | Anterior al S.XVII | Relleu A prop de la Serra Cabeçó d'Or | 38° 32′ 44″ N, 0° 21′ 36″ O / 38.54562°N,0.36012°O   | RI-51-0010116 | Carregueu una nova foto d'aquest monument                                                        |
| Església parroquial de Sant Jaume | BRL    | S.XVIII            | Relleu Pl. Sagrat Cor de Jesús        | 38° 35′ 15″ N, 0° 18′ 40″ O / 38.58752°N,0.31103°O   | 03.31.112-008 | Església parroquial de Sant Jaume (Relleu) · Carregueu una nova foto d'aquest monument           |

## Sella
| Monument                 | Prot.? | Estil/època | Localització        | Coordenades                                        | Codi?         | Imatge |
| ------------------------ | ------ | ----------- | ------------------- | -------------------------------------------------- | ------------- | --- |
| Castell de Santa Bàrbara | BIC    |             | Sella Vall de Sella | 38° 36′ 36″ N, 0° 16′ 19″ O / 38.61°N,0.271944°O   | RI-51-0010576 | Castell de Santa Bàrbara (Sella) · Vegeu més fotos d'aquest monument · Carregueu una nova foto d'aquest monument |
| Torre de Sella           | BIC    |             | Sella Pl. Major     | 38° 36′ 31″ N, 0° 16′ 20″ O / 38.60853°N,0.27209°O | RI-51-0009580 | Carregueu una nova foto d'aquest monument                                                                        |

## Tàrbena
| Monument | Prot.? | Estil/època           | Localització       | Coordenades                                          | Codi?         | Imatge                                                                                            |
| -------- | ------ | --------------------- | ------------------ | ---------------------------------------------------- | ------------- | ------------------------------------------------------------------------------------------------- |
| Castell  | BIC    | Arquitectura medieval | Tàrbena Turó Segué | 38° 41′ 53″ N, 0° 05′ 43″ O / 38.698039°N,0.095375°O | RI-51-0010666 | Castell (Tàrbena) · Vegeu més fotos d'aquest monument · Carregueu una nova foto d'aquest monument |

## La Vila Joiosa
| Monument                                                     | Prot.?        | Estil/època                                             | Localització                                                                            | Coordenades                                          | Codi?         | Imatge |
| ------------------------------------------------------------ | ------------- | ------------------------------------------------------- | --------------------------------------------------------------------------------------- | ---------------------------------------------------- | ------------- | --- |
| Nucli històric de la Vila                                    | BIC           |                                                         | La Vila Joiosa                                                                          | 38° 30′ 19″ N, 0° 13′ 57″ O / 38.505215°N,0.232626°O | RI-53-0000586 | Nucli històric de la Vila (la Vila Joiosa) · Vegeu més fotos d'aquest monument · Carregueu una nova foto d'aquest monument                            |
| Torre d'Hèrcules (abans de Sant Josep) monument funerari     | BIC           | S. II dJC                                               | La Vila Joiosa Càmping Hèrcules                                                         | 38° 30′ 59″ N, 0° 11′ 49″ O / 38.516361°N,0.197056°O | RI-51-0006819 | Torre d'Hèrcules (la Vila Joiosa) · Vegeu més fotos d'aquest monument · Carregueu una nova foto d'aquest monument                                     |
| Torre d'Aguiló                                               | BIC           | S.XVI                                                   | La Vila Joiosa Turó a prop d'un penya-segat                                             | 38° 31′ 10″ N, 0° 10′ 18″ O / 38.519556°N,0.171562°O | RI-51-0009289 | Torre d'Aguiló (la Vila Joiosa) · Vegeu més fotos d'aquest monument · Carregueu una nova foto d'aquest monument                                       |
| Torre la Creu                                                | BIC           | S.XVII                                                  | La Vila Joiosa Partida Torre-La Creu                                                    | 38° 31′ 22″ N, 0° 14′ 40″ O / 38.522778°N,0.244444°O | RI-51-0009290 | Carregueu una nova foto d'aquest monument |
| Torre de Baix o de Xauxelles                                 | BIC           |                                                         | La Vila Joiosa Partida Torre-La Creu                                                    | 38° 31′ 22″ N, 0° 14′ 38″ O / 38.52275°N,0.244°O     | RI-51-0009291 | Carregueu una nova foto d'aquest monument |
| Torre Simeón                                                 | BIC           |                                                         | La Vila Joiosa Paratge Torres                                                           | 38° 30′ 49″ N, 0° 12′ 45″ O / 38.513528°N,0.212417°O | RI-51-0009292 | Carregueu una nova foto d'aquest monument |
| Torre del Xarco                                              | BIC           | S.XVI                                                   | La Vila Joiosa Platja del Xarco                                                         | 38° 29′ 18″ N, 0° 16′ 57″ O / 38.488389°N,0.282389°O | RI-51-0009293 | Torre del Xarco (la Vila Joiosa) · Vegeu més fotos d'aquest monument · Carregueu una nova foto d'aquest monument                                      |
| Torre la Torreta                                             | BIC           |                                                         | La Vila Joiosa Les Torretes                                                             | 38° 31′ 01″ N, 0° 14′ 00″ O / 38.516861°N,0.233389°O | RI-51-0009294 | Carregueu una nova foto d'aquest monument |
| Torre de Dalt o de l'Era de Soler                            | BIC           | S.XVIII                                                 | La Vila Joiosa Era de Soler                                                             | 38° 31′ 33″ N, 0° 14′ 41″ O / 38.52575°N,0.244611°O  | RI-51-0009295 | Carregueu una nova foto d'aquest monument |
| Muralles                                                     | BIC           | Renaixement S.XVI                                       | La Vila Joiosa Barri antic                                                              | 38° 30′ 18″ N, 0° 13′ 54″ O / 38.505083°N,0.23175°O  | RI-51-0011168 | Muralles (la Vila Joiosa) · Vegeu més fotos d'aquest monument · Carregueu una nova foto d'aquest monument                                             |
| Església parroquial de Nostra Senyora de l'Assumpció         | BIC           | Gòtic - Renaixement S.XVI-XVII; S.XVIII capella Comunió | La Vila Joiosa Pl. Església, 6                                                          | 38° 30′ 20″ N, 0° 13′ 57″ O / 38.505417°N,0.232556°O | RI-51-0011169 | Església parroquial de Nostra Senyora de l'Assumpció (la Vila Joiosa) · Vegeu més fotos d'aquest monument · Carregueu una nova foto d'aquest monument |
| Pont sobre el riu Amadòrio, o pont de la carretera d'Alacant | BRL           | S.XIX (1863-1878)                                       | La Vila Joiosa                                                                          | 38° 30′ 20″ N, 0° 14′ 02″ O / 38.505694°N,0.233833°O | 03.31.139-005 | Carregueu una nova foto d'aquest monument |
| Església parroquial de Sant Antoni Abat                      | BRL           |                                                         | La Vila Joiosa                                                                          | 38° 31′ 21″ N, 0° 14′ 17″ O / 38.522549°N,0.238077°O | 03.31.139-016 | Carregueu una nova foto d'aquest monument |
| Ermita de la Mare de Déu de la Salut                         | BRL           |                                                         | La Vila Joiosa Partida Plans                                                            | 38° 30′ 20″ N, 0° 14′ 14″ O / 38.50561°N,0.23729°O   | 03.31.139-017 | Carregueu una nova foto d'aquest monument |
| Ermita de Sant Bartomeu                                      | BRL           |                                                         | La Vila Joiosa Barri del Pati Fosc                                                      | 38° 30′ 38″ N, 0° 13′ 45″ O / 38.51061°N,0.22918°O   | 03.31.139-018 | Carregueu una nova foto d'aquest monument |
| Ermita de Sant Antoni                                        | BRL           |                                                         | La Vila Joiosa Plaçoleta de Gaspar Ortuño Pérez                                         | 38° 31′ 21″ N, 0° 14′ 17″ O / 38.52254°N,0.23804°O   | 03.31.139-019 | Carregueu una nova foto d'aquest monument |
| Casa rural i ermita de Sant Blai                             | BRL           |                                                         | La Vila Joiosa Partida Paraís                                                           | 38° 30′ 01″ N, 0° 15′ 05″ O / 38.50025°N,0.25133°O   | 03.31.139-020 | Carregueu una nova foto d'aquest monument |
| Casa La Campaneta i Ermita de Sant Isidre                    | BRL           |                                                         | La Vila Joiosa Junt a l'àrea de servici de l'A-7                                        | 38° 32′ 09″ N, 0° 12′ 22″ O / 38.53576°N,0.206216°O  | 03.31.139-021 | Carregueu una nova foto d'aquest monument |
| Casa La Pileta                                               | BRL           |                                                         | La Vila Joiosa Camí del Cementeri                                                       | 38° 30′ 50″ N, 0° 14′ 45″ O / 38.513882°N,0.245964°O | 03.31.139-022 | Carregueu una nova foto d'aquest monument |
| Aqüeducte i bassa romana del Torres                          | BRL etnològic |                                                         | La Vila Joiosa Partida de Torres, junt al pont                                          | 38° 31′ 23″ N, 0° 12′ 31″ O / 38.52300°N,0.20850°O   | 03.31.139-024 | Carregueu una nova foto d'aquest monument |
| Conjunt d'edificis del carrer Colón                          | BRL           |                                                         | La Vila Joiosa C. Colón, 1-13, 21, 25, 31, 39-49, 57-61, 2-6, 12, 18, 22,36, 52-54 i 58 | 38° 30′ 27″ N, 0° 13′ 51″ O / 38.507445°N,0.230705°O | 03.31.139-026 | Carregueu una nova foto d'aquest monument |
| Conjunt d'edificis de l'Ermita de Sant Antoni                | BRL           |                                                         | La Vila Joiosa L'Ermita de Sant Antoni                                                  | 38° 31′ 22″ N, 0° 14′ 16″ O / 38.52268°N,0.23785°O   | 03.31.139-027 | Carregueu una nova foto d'aquest monument |
| Conjunt d'edificis del barri del Mercat                      | BRL           |                                                         | La Vila Joiosa C. Álvaro Esquerdo, 5-19 i 2-28 - c. Canalejas, 1-15                     | 38° 30′ 23″ N, 0° 13′ 59″ O / 38.506389°N,0.233056°O | 03.31.139-028 | Carregueu una nova foto d'aquest monument |
| Barri del Poble Nou                                          | BRL           |                                                         | La Vila Joiosa Poble Nou                                                                | 38° 30′ 13″ N, 0° 14′ 06″ O / 38.5037°N,0.2350°O     | 03.31.139-029 | Carregueu una nova foto d'aquest monument |
| Conjunt d'edificis de la glorieta Juan Carlos I              | BRL           |                                                         | La Vila Joiosa Glorieta Juan Carlos I, 1-3, 13-15 i 21                                  | 38° 30′ 28″ N, 0° 13′ 58″ O / 38.50789°N,0.23266°O   | 03.31.139-030 | Carregueu una nova foto d'aquest monument |
| Pont del Torres                                              | BRL           |                                                         | La Vila Joiosa Partida del Torres                                                       | 38° 31′ 25″ N, 0° 12′ 26″ O / 38.52352°N,0.20725°O   | 03.31.139-031 | Carregueu una nova foto d'aquest monument |
| Pont de Sant Argil, Salt d'en Gil                            | BRL           |                                                         | La Vila Joiosa Sobre el riu Amadòrio                                                    | 38° 31′ 17″ N, 0° 14′ 46″ O / 38.521334°N,0.246019°O | 03.31.139-032 | Carregueu una nova foto d'aquest monument |
| Pont del Ferrocarril                                         | BRL           |                                                         | La Vila Joiosa Sobre el riu Amadòrio                                                    | 38° 30′ 26″ N, 0° 14′ 06″ O / 38.50714°N,0.23495°O   | 03.31.139-033 | Pont del Ferrocarril (la Vila Joiosa) · Carregueu una nova foto d'aquest monument                                                                     |
| Fàbrica de la Robella                                        | BRL etnològic |                                                         | La Vila Joiosa Partida la Robella                                                       | 38° 32′ 23″ N, 0° 15′ 07″ O / 38.539733°N,0.251960°O | 03.31.139-034 | Carregueu una nova foto d'aquest monument |
| Escola Pública a l'Ermita de Sant Antoni                     | BRL           |                                                         | La Vila Joiosa Pl. de l'Ermita                                                          | 38° 31′ 20″ N, 0° 14′ 16″ O / 38.52222°N,0.23788°O   | 03.31.139-035 | Carregueu una nova foto d'aquest monument |
| Estació de ferrocarril                                       | BRL           |                                                         | La Vila Joiosa Junt a l'Ermita de la Mare de Déu de la Salut                            | 38° 30′ 21″ N, 0° 14′ 12″ O / 38.505806°N,0.236708°O | 03.31.139-036 | Estació de ferrocarril (la Vila Joiosa) · Carregueu una nova foto d'aquest monument                                                                   |
| Caserna de Carrabiners                                       | BRL           |                                                         | La Vila Joiosa Racó Conill                                                              | 38° 31′ 12″ N, 0° 10′ 41″ O / 38.51999°N,0.17811°O   | 03.31.139-037 | Carregueu una nova foto d'aquest monument |
| Cementiri municipal                                          | BRL etnològic |                                                         | La Vila Joiosa Partida Piletes                                                          | 38° 30′ 49″ N, 0° 15′ 10″ O / 38.51348°N,0.25287°O   | 03.31.139-038 | Carregueu una nova foto d'aquest monument |
| Xalet de Centella                                            | BRL           |                                                         | La Vila Joiosa C. Colón, 40                                                             | 38° 30′ 27″ N, 0° 13′ 49″ O / 38.507510°N,0.230247°O | 03.31.139-039 | Xalet de Centella (la Vila Joiosa) · Vegeu més fotos d'aquest monument · Carregueu una nova foto d'aquest monument                                    |
| Torre de la Malladeta                                        | BRL           |                                                         | La Vila Joiosa La Malladeta                                                             | 38° 29′ 58″ N, 0° 14′ 51″ O / 38.499352°N,0.247443°O | 03.31.139-040 | Torre de la Malladeta (la Vila Joiosa) · Vegeu més fotos d'aquest monument · Carregueu una nova foto d'aquest monument                                |
| Villa Isabel o Senyoreta l'Hort                              | BRL           |                                                         | La Vila Joiosa Av. del Port                                                             | 38° 30′ 20″ N, 0° 13′ 48″ O / 38.50549°N,0.23001°O   | 03.31.139-041 | Carregueu una nova foto d'aquest monument |
| Creueta                                                      | BRL           |                                                         | La Vila Joiosa Glorieta Juan Carlos I                                                   | 38° 30′ 32″ N, 0° 13′ 56″ O / 38.50878°N,0.23230°O   | 03.31.139-042 | Carregueu una nova foto d'aquest monument |
| Creu de pedra                                                | BRL           |                                                         | La Vila Joiosa Camí de la Foradà, reubicada en el costat est de la variant              | 38° 31′ 16″ N, 0° 14′ 29″ O / 38.52103°N,0.24131°O   | 03.31.139-043 | Carregueu una nova foto d'aquest monument |
| Torre de Salvament                                           | BRL           |                                                         | La Vila Joiosa Platja del Paradís                                                       | 38° 29′ 50″ N, 0° 15′ 22″ O / 38.49715°N,0.25611°O   | 03.31.139-044 | Torre de Salvament (la Vila Joiosa) · Carregueu una nova foto d'aquest monument                                                                       |
| Font de la Platja                                            | BRL etnològic |                                                         | La Vila Joiosa Pg. Dr. Esquerdo                                                         | 38° 30′ 17″ N, 0° 13′ 53″ O / 38.504639°N,0.231284°O | 03.31.139-E2  | Font de la Platja (la Vila Joiosa) · Vegeu més fotos d'aquest monument · Carregueu una nova foto d'aquest monument                                    |
| Monument al Dr. Esquerdo                                     | BRL           | S.XX                                                    | La Vila Joiosa Pg. Dr. Esquerdo                                                         | 38° 30′ 17″ N, 0° 13′ 51″ O / 38.504631°N,0.230940°O | 03.31.139-046 | Monument al Dr. Esquerdo (la Vila Joiosa) · Vegeu més fotos d'aquest monument · Carregueu una nova foto d'aquest monument                             |
| Mosaic de la Residència del BBV                              | BRL           |                                                         | La Vila Joiosa Residència del BBV                                                       |                                                      | 03.31.139-047 | Carregueu una nova foto d'aquest monument |
| Molí de l'Alcocó                                             | BRL etnològic |                                                         | La Vila Joiosa Alcocons, 31                                                             | 38° 31′ 56″ N, 0° 15′ 38″ O / 38.53213°N,0.26054°O   | 03.31.139-048 | Carregueu una nova foto d'aquest monument |
| Aqüeducte de l'Arquet                                        | BRL etnològic |                                                         | La Vila Joiosa Partida Piletes                                                          | 38° 30′ 34″ N, 0° 14′ 13″ O / 38.50958°N,0.23708°O   | 03.31.139-050 | Carregueu una nova foto d'aquest monument |
| Aqüeducte Xauxelles I                                        | BRL etnològic |                                                         | La Vila Joiosa Barranc Robelles - riu Amadòrio, partida Xauxelles                       | 38° 31′ 23″ N, 0° 14′ 53″ O / 38.522937°N,0.248157°O | 03.31.139-051 | Carregueu una nova foto d'aquest monument |
| Aqüeducte Xauxelles II                                       | BRL etnològic |                                                         | La Vila Joiosa Partida Xauxelles                                                        | 38° 31′ 23″ N, 0° 14′ 53″ O / 38.52293°N,0.24819°O   | 03.31.139-052 | Carregueu una nova foto d'aquest monument |
| Finca la Barbera, o Casa La Barbera dels Aragonés            | BRL           |                                                         | La Vila Joiosa                                                                          | 38° 30′ 37″ N, 0° 13′ 49″ O / 38.510399°N,0.230233°O | 03.31.139-072 | Finca la Barbera (la Vila Joiosa) · Vegeu més fotos d'aquest monument · Carregueu una nova foto d'aquest monument                                     |
| Antic Hospital Asil                                          | BRL           | S. XVIII                                                | La Vila Joiosa C. Fray Posidonio Mayor                                                  | 38° 30′ 12″ N, 0° 14′ 13″ O / 38.50325°N,0.23700°O   | 03.31.139-073 | Carregueu una nova foto d'aquest monument |
| Raval de Sant Cristòfol o de Ponent                          | BRL           |                                                         | La Vila Joiosa                                                                          | 38° 30′ 14″ N, 0° 13′ 55″ O / 38.504°N,0.232°O       | 03.31.139-074 | Raval de Sant Cristòfol (la Vila Joiosa) · Carregueu una nova foto d'aquest monument                                                                  |
| Raval de Sant Vicent o de Llevant                            | BRL           |                                                         | La Vila Joiosa                                                                          | 38° 30′ 18″ N, 0° 13′ 52″ O / 38.505°N,0.231°O       | 03.31.139-075 | Carregueu una nova foto d'aquest monument |